# Go On
Go On é uma série de televisão americana criada por Scott Silveri, produtor de Friends. O programa é estrelado por Matthew Perry, que vive um famoso locutor esportivo ainda devastado por uma perda. No Brasil a série estreou em 1 de novembro de 2012, exibida pelo canal Warner Channel. Após a primeira temporada, a NBC anunciou o cancelamento da série.

## Elenco e personagens

### Principais
- Matthew Perry como Ryan King: Um famoso locutor esportivo que entra no grupo para superar a morte de sua esposa.
- Laura Benanti como Lauren Bennett: A problemática líder do grupo de apoio. Preocupa-se com o bem-estar de todos.
- Julie White como Anne: Um promotora lésbica que tenta sair luto da morte de sua parceira.
- Suzy Nakamura como Yolanda: Uma anestesista cujo noivo a deixou; É considerada a mais chata do grupo.
- Tyler James Williams como  Owen Lewis: Entrou no grupo após o coma do irmão mais velho. Interage com o grupo após a chegada de Ryan.
- Brett Gelman como Mr "K.": Um cara bastante misterioso e curioso que não pensa duas vezes antes de dizer a verdade na cara das pessoas. Implica bastante com Yolanda e tem uma paixão por Ryan.
- Sarah Baker como Sonia: Entra no grupo para superar a morte de sua gata Cinderela.
- John Cho como Steven: Chefe e melhor amigo de Ryan, quem o obrigou a entrar no grupo.

### Secundários
- Allison Miller como Carrie: Assistente de Ryan, e sente algo pelo seu chefe.
- Seth Morris como Danny: Após chegar da guerra, descobre que sua mulher tem um amante e aceita isso como tudo em sua vida. Tem uma queda por Sonia.
- Tonita Castro como Fausta: Estrangeira que está de luta pela morte de seu pai e irmão.
- Bill Cobbs como George: Um sábio membro do grupo que é cego.
- Christine Woods como Janie: Falecida esposa de Ryan que morreu em um acidente de carro.
- Hayes MacArthur como Wyatt: O noivo de Lauren.
- Piper Perabo como Simone: Popular ex-membro do grupo e odiada por Lauren, volta e tem um relacionamento romântico com Ryan.
- Terrell Owens como ele mesmo: Foi o primeiro entrevistado de Ryan após a sua volta ao programa. E mais tarde se tornou assistente de Ryan.

### Participações Especiais
- Lauren Graham como Amy: Antiga amiga de Ryan que é disputada por ele e por Steven.[3]
- Courteney Cox como Talia: Conhecida de Anne no cemitério, Talia é disputada por Ryan e Anne.[4]

### Primeira temporada
Ryan King é forçado a entrar em um grupo de apoio pelo seu chefe Steven, para superar a morte de sua esposa e assim voltar ao trabalho. Após conhecer todos os membros do grupo e seus problemas, Ryan conhece a líder do grupo Lauren e zomba de suas teorias. Depois de conseguir autorização para voltar ao trabalho, Ryan percebe que o grupo é importante para superar sua perda e passa a frequentar o grupo por vontade própria.
Depois da experiência com Simone, Ryan percebe que estava apenas tentando substituir sua esposa. Danny tentará conquistar Sonia. Lauren descobre que não quer realmente casar com  Wyatt e tem um clima com Steven. No fim Carrie e Ryan tentam um relacionamento.

## Cancelamento
A série estreou com uma boa média, com cerca de 16 milhões de de espectadores. No último episódio, a série contava com apenas 2 milhões. A NBC confirmou o cancelamento de Go On em maio de 2013.

## Recepção da crítica
Go On teve recepção geralmente favorável por parte da crítica especializada. Com base de 26 avaliações profissionais, alcançou uma pontuação de 66% no Metacritic. Por votos dos usuários do site, atinge uma nota de 7.8, usada para avaliar a recepção do público.